# Castelnuovo del Garda
Castelnuovo del Garda és un comune (municipi) de la província de Verona, a la regió italiana del Vèneto, situat a uns 140 quilòmetres a l'oest de Venècia i a uns 20 quilòmetres a l'oest de Verona.
A 1 de gener de 2020 la seva població era de 13.388 habitants.
Castelnuovo del Garda limita amb els següents municipis: Bussolengo, Lazise, Peschiera del Garda, Sona i Valeggio sul Mincio.